# NIGHT-THINK
NIGHT-THINK，是台灣的獨立遊戲開發團隊，主要開發以台灣為故事舞台的視覺小說與相關創作，通稱「夜想社」。總負責人為花壇。

## 歷史
NIGHT-THINK創立於2005年6月，為台灣同人界中早期一批以開發同人原創遊戲為重心之同人社團。社團創立者為花壇，社團名稱來自其一部早期小說作品《夜間思考》，除了遊戲與小說作品以外，另有多篇企劃案公開於官方網站。由社團創立者所述，是因為受到在日本成功的同人社團創作如「月姬」、「寒蟬鳴泣之時」以及Key旗下作品等影響而致力投身於同人創作。
2007年8月該團隊第一部作品《夜夏風物詩》啟動開發，以台灣瑞芳區九份作為故事舞台原型，結合台灣90年代文化、風俗民情的視覺小說。該作與另一部在個人網站上連載，基於《夜間思考》改編的未具名小說作品為共通之世界觀。
2010年2月第15屆開拓動漫祭(FF15)會場上首度公開《夜夏風物詩》概念版遊戲軟體，並於現場同時販售導讀本。
2012年10月公布新作企劃《梅菲斯特的前夜祭》，為以近代台北為舞台的推理小說；該計畫於2013年9月正式定名為《UnLOCK》。
2016年12月發布《夜夏 –風物詩–》新體驗版，並於2017年8月出展台灣同人誌販售會(CWT46)。後於2018年1月，參加台北國際電玩展Indie Game Festa，展示《夜夏風物詩》印象PV、公布更多遊戲內容訊息。

## 成員
- 花壇

創始成員，製作人、企劃、部分史料考察。
- 依佳松何

協助劇本構成、部分史料考察、雜項事務。
- 蕉阿

創始成員，原畫、上色、網站設計及營運。
- 四六コノエ

劇本撰寫。
- 來廼花

人物設計、原畫、上色、背景。

## 作品列表

### 遊戲
- 夜夏 –風物詩–（開發中）

概念版發布：2010年2月
體驗版發布：2017年1月

### 小說
- 未具名（於2008年10月31日起在個人網站上公開連載）
- UnLOCK（於2012年11月25日發表於官方網站）